# Auld Lang Syne (The New Year’s Anthem)
«Auld Lang Syne (The New Year’s Anthem)» — песня американской певицы и автора песен Мэрайи Кэри из её второго рождественского/тринадцатого студийного альбома Merry Christmas II You (2010). Второй сингл альбома, лонгплей, состоящий из девяти ремиксов, был выпущен лейблом Island 14 декабря 2010 года.
На основе стихотворения Роберта Бёрнса Auld Lang Syne Мэрайя Кэри вместе с Рэнди Джексоном и Джонни «Севом» написали новую аранжировку, добавили текст и переименовали песню. Трек вызвал негативную реакцию критиков, которым не понравилось, что Мэрайя Кэри превратила стихотворение в песню в стиле хаус. В качестве сопровождения было выпущено музыкальное видео, в котором беременная Мэрайя Кэри поёт на фоне взрывающихся фейерверков.

## История
Песня «Auld Lang Syne (The New Year’s Anthem)» является переработанной версией песни «Auld Lang Syne» шотландского поэта и лирика Роберта Бёрнса, которая была написана в 1788 году и опубликована в «Шотландском музыкальном музее» Джеймса Джонсона в 1796 году Как отмечает Полин Маккей из BBC, Бёрнс часто переаранжировал и переписывал старые песни, прежде чем публиковать их как свои собственные произведения, и поэтому она находится в общественном достоянии. Версия Мэрайи Кэри — это новая аранжировка, в которой использованы некоторые оригинальные слова Бёрнса, она была написана Мэраей Кэри совместно с Рэнди Джексоном и Джонни «Севом» Северином. Вокал певицы был записан Брайаном Гартеном в студиях «Хенсон» и «Уэстлейк Рекодинг», расположенных в Лос-Анджелесе, штат Калифорния.
Музыка к песне была записана Джонни Северином, Китом Гретлейном и Брайаном Гартеном. Сведение осуществили Фил Тан и Дэмиен Льюис в клубе The Ninja Beat Club в Атланте, штат Джорджия. Все инструменты исполнил Северин, кроме фортепиано, на котором играл Джеймс «Большой Джим» Райт. Фоновый вокал исполнили Мэлони Дэниелс, Шерри МакГи и Онитша Шоу.
В стандартном трек-листе альбома Merry Christmas II You (2010) песня значится как тринадцатая и последняя. 14 декабря 2010 года Мэрайя Кэри выпустила на iTunes в качестве цифрового скачивания расширенную версию из девяти ремиксов (пять — от Ральфи Розарио и четыре — от Джонни Вишеса). «Auld Lang Syne (The New Year’s Anthem)» — хаус-трек с «грохочущим» инструменталом, по словам Рича Юзвиака из The Village Voice, который длится три минуты и сорок семь секунд В одном из моментов песни Мэрайи Кэри говорит: «Кто-нибудь действительно знает слова?».

## Критический приём
Композиция «Auld Lang Syne (The New Year’s Anthem)» вызвала негативную реакцию критиков. Майк Дайвер из BBC написал, что Кэри демонстрирует сдержанность на протяжении большей части альбома, но «Auld Lang Syne (The New Year’s Anthem)», как заключительный трек, «усыпан пошлыми битами». Автор Rolling Stone Кэрин Ганц не одобрила танцевальный ритм, сказав: «Трудно понять, что „сверхпраздничного“ (как обещает полное название песни) в её обновлении «All I Want for Christmas Is You», и гораздо легче определить, что не так с «Auld Lang Syne» (неловкий танцевальный ритм)». Юзвиак критиковал песню, назвав её «роботичной».
«Auld Lang Syne (The New Year’s Anthem)» заняла нижние строчки в южнокорейских международных чартах синглов и девятое место в американском чарте Holiday Digital Songs.

## Музыкальное видео
Музыкальное видео к песне «Auld Lang Syne (The New Year’s Anthem)» было выпущено 15 декабря 2010 года. Беременная Мэрайя Кэри одета в чёрное кружевное платье, стоя перед зелёным экраном, на котором изображены взрывающиеся фейерверки в ночном небе. Бекки Бейн из Idolator положительно отозвалась о клипе, написав: «Есть что-то бесконечно увлекательное в том, чтобы наблюдать, как Мэрайя Кэри исполняет свои фирменные танцевальные приёмы — размахивает руками, как сумасшедшая манекенщица; нежно гладит свои волосы; драматично кружится».

## Перечень треков
* Цифровое скачивание (альбомная версия):
1. Auld Lang Syne (The New Year’s Anthem) — 3:47.

* Цифровое скачивание (ремиксы):
1. Auld Lang Syne (The New Year’s Anthem) [Ralphi Rosario Traditional Club Mix] — 7:55.
2. Auld Lang Syne (The New Year’s Anthem) [Rosario Traditional Mixshow] — 6:11.
3. Auld Lang Syne (The New Year’s Anthem) [Rosario Traditional Radio Edit] — 4:13.
4. Auld Lang Syne (The New Year’s Anthem) [Ralphi’s Alternative Club Mix] — 6:07.
5. Auld Lang Syne (The New Year’s Anthem) [Ralphi’s Alternative Mixshow Edit] — 5:21.
6. Auld Lang Syne (The New Year’s Anthem) [Johnny Vicious Warehouse Mix] — 6:44.
7. Auld Lang Syne (The New Year’s Anthem) [Johnny Vicious Warehouse Radio] — 3:14.
8. Auld Lang Syne (The New Year’s Anthem) [Johnny Vicious Warehouse Dub] — 7:37.
9. Auld Lang Syne (The New Year’s Anthem) [Johnny Vicious Warehouse Mix] (Без вокального вступления) — 5:39.

## Чарты
| Чарт (2010—2020)                                           | Высшая позиция |
| ---------------------------------------------------------- | -------------- |
| Республика Корея (Digital Chart, Gaon)                     | 97             |
| США (Dance Singles Sales, Billboard)                       | 5              |
| США. Цифровые продажи в США в праздничные дни (Billboard)  | 1              |
| США. Продажи синглов в США в жанре R&B/Hip-Hop (Billboard) | 7              |

## Релиз
| Страна | Дата                 | Формат                              | Лейбл          |
| ------ | -------------------- | ----------------------------------- | -------------- |
| США    | 14 декабря 2010 года | Цифровое скачивание (ремикс-миньон) | Island Records |